# Eurytela bekkeri
Eurytela bekkeri är en fjärilsart som beskrevs av Otto Staudinger. Eurytela bekkeri ingår i släktet Eurytela och familjen praktfjärilar. Inga underarter finns listade i Catalogue of Life.